# Колосково (остановочный пункт)
Колоско́во (до 1948 — Мякря, фин. Mäkrä) — остановочный пункт Приозерского направления Октябрьской железной дороги. Расположен на территории Приозерского района Ленинградской области на западной окраине посёлка Колосково, в 1,5 км к северо-востоку от посёлка Раздолье, между станциями Сосново и Петяярви. Электрифицирована в 1975 году в составе участка Сосново — Приозерск. В 500 м к востоку от платформы проходит трасса А129 — Приозерское шоссе.
Располагается на линии Санкт-Петербург — Хийтола, имеет две платформы. До 2011 году была одна платформа с восточной стороны пути. В рамках проекта строительства железной дороги Лосево — Каменногорск в 2011-2013 годах построены второй путь и платформа. Остановочный пункт оборудован светофором для пешеходов.
Останавливаются все пригородные поезда, кроме экспрессов Санкт-Петербург — Кузнечное.

## Фотографии
- Вид в южном направлении, в сторону  ст. Сосново
- Исправленный указатель с названием платформы
- Вид в северном направлении, в сторону ст. Петяярви
- Строительство железнодорожной линии Лосево — Каменногорск в районе платформы 79 км